# Diadegma glabriculum
Diadegma glabriculum är en stekelart som först beskrevs av Holmgren 1859.  Diadegma glabriculum ingår i släktet Diadegma och familjen brokparasitsteklar. Arten är reproducerande i Sverige. Inga underarter finns listade i Catalogue of Life.